# روني وولوورك
روني وولوورك (بالإنجليزية: Ronnie Wallwork)‏ (10 سبتمبر 1977 بمانشستر في المملكة المتحدة - ) هو لاعب كرة قدم بريطاني في مركز الدفاع. شارك مع منتخب إنجلترا تحت 20 سنة لكرة القدم. أما مع النوادي، فقد لعب مع برادفورد سيتي ورويال أنتويرب وستوكبورت كونتي وشيفيلد وينزداي ومانشستر يونايتد ونادي بارنسلي وهدرسفيلد تاون ووست بروميتش ألبيون وأشتون يونايتد ونادي كارلايل يونايتد.

## وصلات خارجية
- روني وولوورك على موقع الاتحاد الدولي (مؤرشف)  (الإنجليزية)
- روني وولوورك على موقع إي إس بي إن إف سي (الإنجليزية)
- روني وولوورك على موقع قاعدة بيانات كرة القدم.إي يو (الإنجليزية)
- روني وولوورك على موقع Soccerbase.com (لاعب) (الإنجليزية)
- روني وولوورك على موقع عالم كرة القدم.نت (الإنجليزية)